# Seidenspinnen (Gattung)
Die Seidenspinnen (Nephila) sind eine Gattung tropischer und subtropischer Echter Webspinnen aus der Familie der Seidenspinnen (Nephilidae) und umfassen 23 Arten. (Stand: Juni 2016)
Gelegentlich werden sie Goldene Radnetzspinnen (engl.: golden (silk) orb-weavers) genannt. Ihren englischen Namen silk spider erhielten sie wegen ihrer feinen, aber stabilen Fäden, deren Herstellung auch Gegenstand der Forschung ist. Im konischen Hinterleib, der teilweise auffällig bunt gemustert ist, liegt der Spinnapparat. Er enthält bei den weiblichen Tieren sechs verschiedene Typen von Spinndrüsen. Die Spinnen sind langbeinig und 2 bis 6 cm groß.

## Netzbau, Verhalten und Beutefang
Seidenspinnen weben sehr große und stabile Spinnennetze, bei denen die untere Hälfte deutlich ausgeprägter ist. Die Fangspirale verläuft pendelförmig von einer Seite zur anderen. Nur die Hilfsspirale umrundet den gesamten Kreis. Über der Nabe, dem Sitzplatz der Spinne, weben sie einen gewölbten Sonnenschutz zur Thermoregulation, das sogenannte barrier web, welches auch als eine Abwandlung des sogenannten Stabilimentes gesehen wird. Der Faden der Seidenspinnen zeigt insbesondere bei Sonneneinstrahlung einen charakteristischen Goldschimmer.
Bei direkter Sonneneinstrahlung ändern die Spinnen auch ihre Körperhaltung und richten sich in Längsrichtung zu den einfallenden Sonnenstrahlen aus, sodass die exponierte Fläche geringer ist. Möglicherweise bieten auch die Guanineinlagerungen, welche die auffälligen Muster auf dem Hinterleib erzeugen, einen Wärmeschutz durch Reflexion. Bei steigender Hitze ziehen sich Seidenspinnen in den Schatten ihres Sonnenschutzes zurück. Bei über 40 °C tritt eine Art Narkosezustand, der Hitzestupor, ein. Bei Kälte wird der Körper quer zur Sonneneinstrahlung ausgerichtet, sodass die Körperoberfläche so viele Sonnenstrahlen wie möglich auffangen kann, wodurch die Körpertemperatur steigt.
Die Seidenspinnen fangen ihre Beute hauptsächlich mit ihren großen Netzen. Verfängt sich ein Tier passender Größe darin, spinnen sie es erst kurz ein und beißen dann zu, um ihr Gift über die Cheliceren zu injizieren. Im Anschluss wird die Beute zur Nabe transportiert und vollständig eingesponnen. Schließlich wird sie zum Fressen vom Netz abgelöst. Dies ist zeitaufwändig, macht aber den sicheren Transport größerer Tiere möglich. Mit ihren sehr festen Netzen können diese Spinnen selbst kleine Vögel erbeuten, was in Australien mit Fotos dokumentiert werden konnte.

## Systematik und Verbreitung

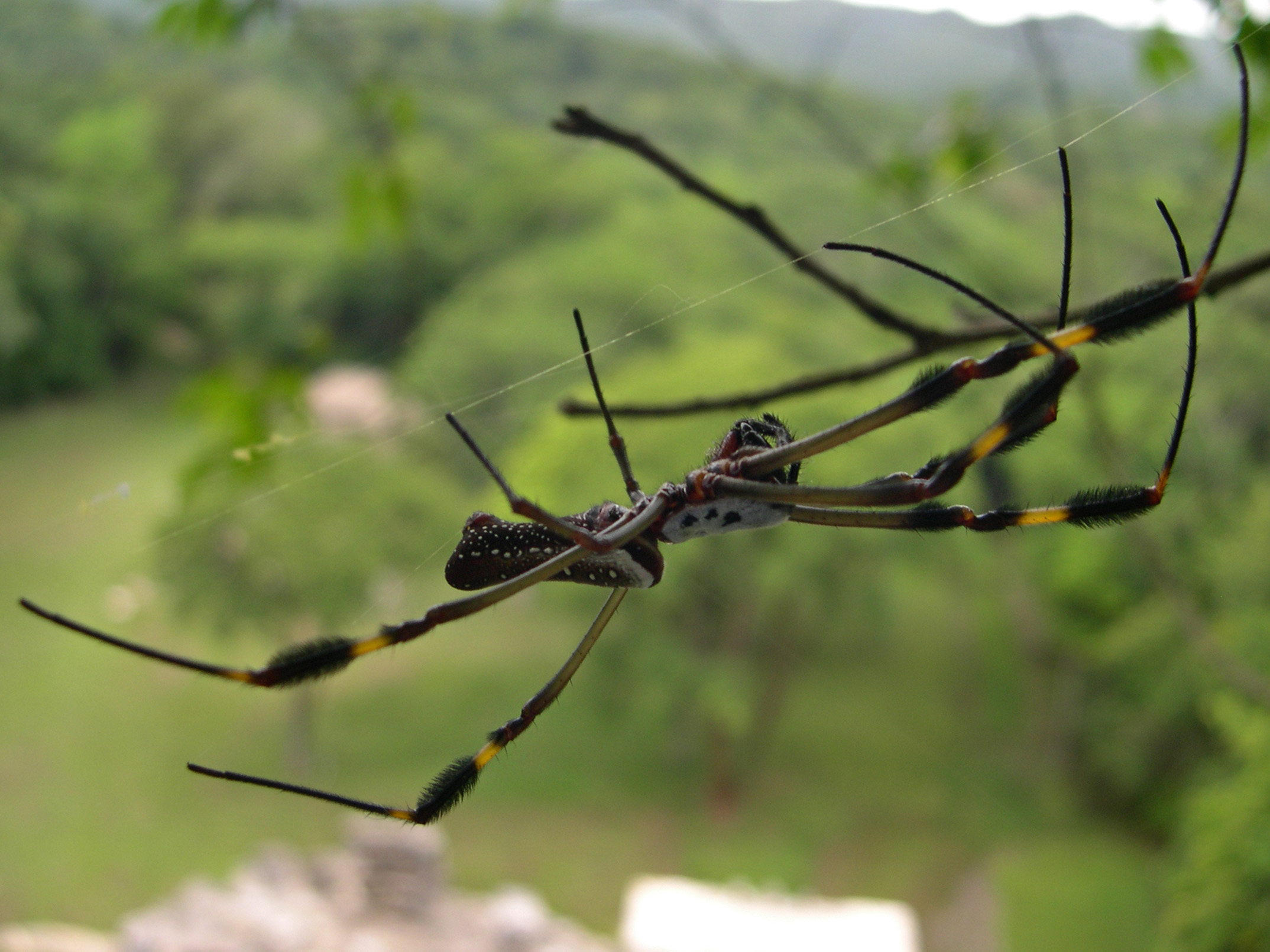
Nephila clavipes

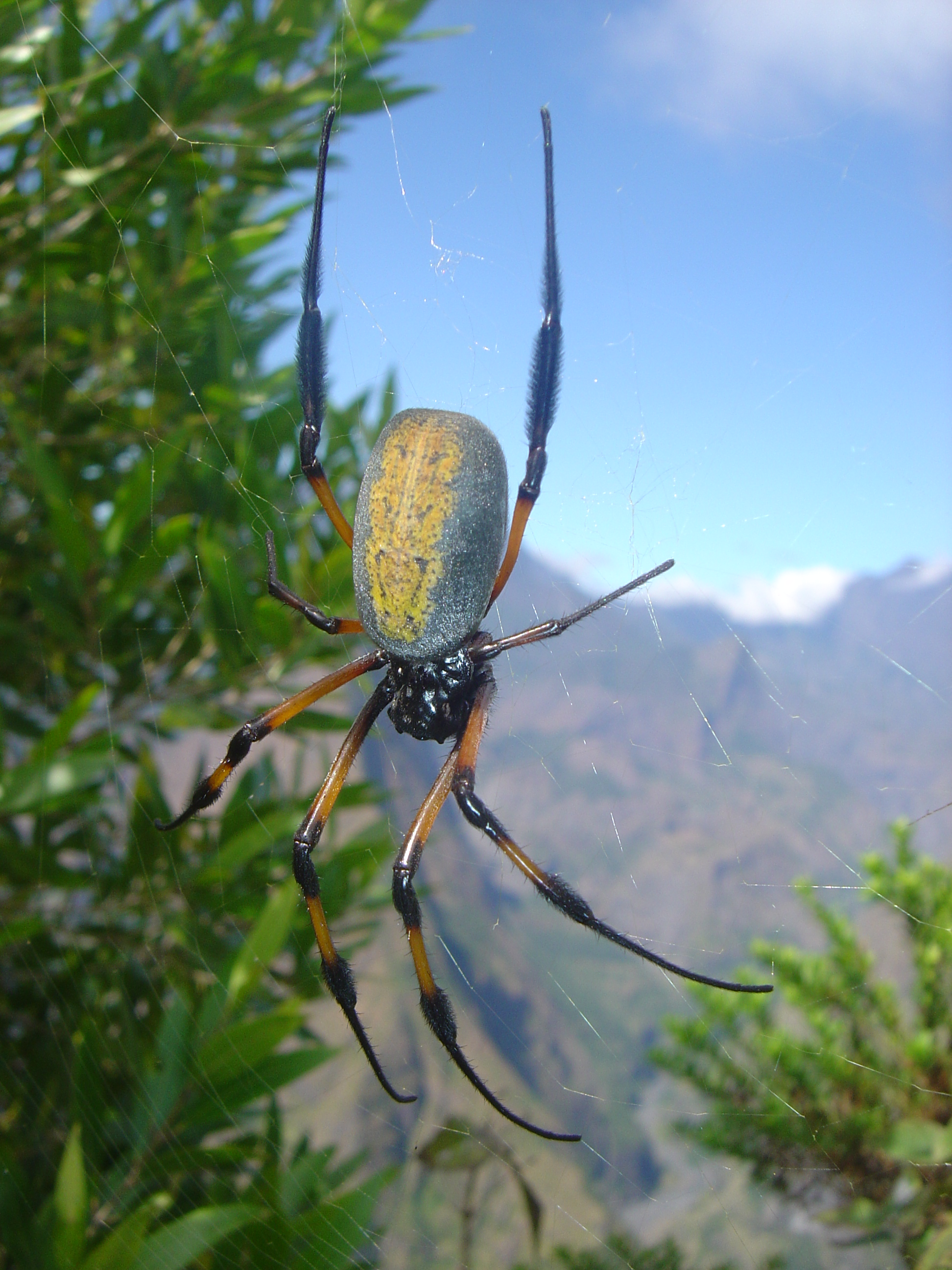
Nephila inaurata

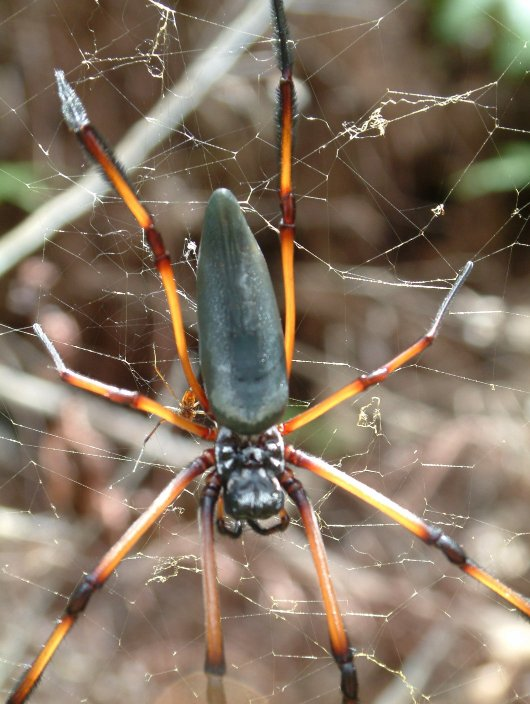
Seidenspinne (Nephila sp.)

Zwischen 1990 und 2006 wurde die Gattung Nephila Leach, 1815 zu der Familie der Echten Radnetzspinnen (Araneidae) gezählt. Im Jahr 2006 übernahm der World Spider Catalog die Einteilung in die revidierte Familie der Seidenspinnen (Nephilidae) auf der Basis der Argumentation von Matjaž Kuntner. Die Gattungen Nephilengys L. Koch, 1872 und Nephilingis Kuntner, 2013 enthalten weitere Arten, die früher zur Gattung Nephila gestellt wurden.
Die Gattung der Seidenspinnen umfasst 23 Arten mit teilweise mehreren Unterarten: (Stand: Juni 2016)
- Nephila antipodiana (Walckenaer, 1842) – China, Philippinen bis Neuguinea, Salomonen, Queensland
- Nephila clavata L. Koch, 1878
  - Nephila clavata caerulescens Ono, 2011 – Japan
  - Nephila clavata clavata L. Koch, 1878 – Indien bis Japan
- Nephila clavipes (Linnaeus, 1767)
  - Nephila clavipes clavipes (Linnaeus, 1767) – USA bis Argentinien, São Tomé
  - Nephila clavipes fasciculata (De Geer, 1778) – USA bis Argentinien
  - Nephila clavipes vespucea (Walckenaer, 1842) – Argentinien
- Nephila comorana Strand, 1916 – Komoren
- Nephila constricta Karsch, 1879 – tropisches Afrika
- Nephila cornuta (Pallas, 1772) – Guyana
- Nephila dirangensis  Biswas & Biswas, 2006 – Indien
- Nephila edulis (Labillardière, 1799) – Australien, Neuguinea, Neukaledonien, Neuseeland
- Nephila fenestrata Thorell, 1859
  - Nephila fenestrata fenestrata Thorell, 1859 – Südafrika
  - Nephila fenestrata fuelleborni Dahl, 1912 – Ostafrika
  - Nephila fenestrata venusta (Blackwall, 1865) – West- bis Zentralafrika
- Nephila inaurata (Walckenaer, 1842)
  - Nephila inaurata inaurata (Walckenaer, 1842) – Mauritius, Rodrigues, Réunion
  - Nephila inaurata madagascariensis (Vinson, 1863) – Südafrika bis Seychellen
- Nephila komaci Kuntner & Coddington, 2009 – Südafrika, Madagaskar
- Nephila kuhlii (Doleschall, 1859) – Indien bis Sulawesi
- Nephila laurinae Thorell, 1881 – China bis Salomonen
- Nephila pakistaniensis Ghafoor & Beg, 2002 – Pakistan
- Nephila pilipes (Fabricius, 1793)
  - Nephila pilipes malagassa (Strand, 1907) – Madagaskar
  - Nephila pilipes pilipes (Fabricius, 1793) – Indien bis China, Philippinen, Australien
- Nephila plumipes (Latreille, 1804) – Indonesien, Neuguinea, Neuirland, Australien, Neukaledonien, Vanuatu, Salomonen
- Nephila robusta Tikader, 1962 – Indien
- Nephila senegalensis (Walckenaer, 1842)
  - Nephila senegalensis annulata (Thorell, 1859) – Namibia, Südafrika
  - Nephila senegalensis bragantina Brito Capello, 1867 – Zentralafrika
  - Nephila senegalensis hildebrandti Dahl, 1912 – Madagaskar
  - Nephila senegalensis huebneri Dahl, 1912 – Ostafrika
  - Nephila senegalensis keyserlingi (Blackwall, 1865) – Kongo, Ostafrika
  - Nephila senegalensis nyikae Pocock, 1898 – Ostafrika
  - Nephila senegalensis schweinfurthi Simon, 1890 – Jemen
  - Nephila senegalensis senegalensis (Walckenaer, 1842) – Westafrika bis Äthiopien
- Nephila sexpunctata Giebel, 1867 – Brasilien, Paraguay, Argentinien
- Nephila sumptuosa Gerstäcker, 1873 – Ostafrika, Sokotra
- Nephila tetragnatoides (Walckenaer, 1842) – Fidschi, Tonga, Niue
- Nephila turneri Blackwall, 1833
  - Nephila turneri orientalis Benoit, 1964 Zentral- bis Ostafrika
  - Nephila turneri turneri Blackwall, 1833 West- bis Zentralafrika
- Nephila vitiana (Walckenaer, 1847) – Indonesien, Sulawesi bis Fidschi, Tonga

## Fossilfunde
In China wurde in den Daohugou-Schichten, die ins Jura gestellt werden, ein fossiles Weibchen einer Spinnenart gefunden, das in die Gattung Nephila gestellt und Nephila jurassica benannt wurde. Es handelt sich um die größte bisher gefundene fossile Webspinne überhaupt. Allerdings wurden bald Zweifel an der Zuordnung laut, da das Fossil keine Autapomorphien der Seidenspinnen zeigt. Später wurde in denselben Schichten ein Männchen gefunden, das aufgrund ähnlicher Merkmale derselben Art zugerechnet wird. An diesem wurde klar erkennbar, dass diese Art nicht zur Gattung Nephila gehört haben kann. Die Art wurde nun von demselben Autorenteam in eine eigene, ausgestorbene Gattung Mongolarachne, in einer Familie Mongolarachnidae, gestellt und wird entsprechend heute Mongolarachne jurassica genannt. Mongolarachne gehört der Analyse zufolge in die Stammgruppe der Radnetzspinnen.